# Sankt-Willehad-Hospital
Das Sankt-Willehad-Hospital war ein Krankenhaus in Wilhelmshaven. Es ging im Klinikum Wilhelmshaven auf. Die Umfirmierung wurde im Juli 2015 vollzogen.

## Geschichte
Das Haus wurde am 9. August 1905 eingeweiht. Es hatte 99 Betten. Die Pflege übernahmen Ordensschwestern aus Münster-St. Mauritz. 2010 besaß das Haus 170 Betten, beschäftigte rund 400 Mitarbeiter und versorgte nach eigenen Angaben rund 15.500 Patienten pro Jahr.
Nach Verhandlungen mit dem Reinhard-Nieter-Krankenhaus schloss man sich zum Klinikum Wilhelmshaven zusammen. Im November 2014 wurde das Haus geschlossen.